# Aprostocetus escherichi
Aprostocetus escherichi is een vliesvleugelig insect uit de familie Eulophidae. De wetenschappelijke naam is voor het eerst geldig gepubliceerd in 1941 door Szelényi.